# Ace (Automarke)
Ace war eine britische Automobilmarke, die zwischen 1912 und 1914 bei der Baguley Cars Ltd. in Burton-upon-Trent (Staffordshire) gefertigt wurde.
Es entstand nur ein Modell, der 8.1. Der leichte Wagen  besaß einen Vierzylinder-Reihenmotor mit 749 cm³ Hubraum.
Kriegsbedingt wurde die Fertigung 1914 eingestellt und nach dem Ersten Weltkrieg nicht wieder aufgenommen.

## Modelle
| Modell | Bauzeitraum | Zylinder | Hubraum | Radstand |
| ------ | ----------- | -------- | ------- | -------- |
| 8.1    | 1912–1914   | 4 Reihe  | 749 cm³ | 2184 mm  |